# 孟雨
孟雨（1894年—1967年），安徽肖县人，中华人民共和国政治人物。
担任中华全国总工会国际联络部长、卫生部北京生物制品研究所副所长。1954年，当选第一届全国人民代表大会代表。